# HMS Isis (D87)
«Ісіс» (D87) (англ. HMS Isis (D87) — військовий корабель, ескадрений міноносець типу «I» Королівського військово-морського флоту Великої Британії за часів Другої світової війни.

## Історія створення
«Ісіс» був закладений 6 лютого 1936 на верфі компанії Yarrow Shipbuilders, Глазго. 2 червня 1937 увійшов до складу Королівських ВМС Великої Британії.